# Taedia colon
Taedia colon är en insektsart som först beskrevs av Thomas Say 1832.  Taedia colon ingår i släktet Taedia och familjen ängsskinnbaggar. Inga underarter finns listade i Catalogue of Life.